# Rimantas Stankevičius
Rimantas Antanas Stankevičius (russisch Римантас Антанас Станкявичюс; * 26. Juli 1944 in Marijampolė, Litauische SSR; † 9. September 1990 in Salgareda, Italien) war ein sowjetischer Pilot und Kosmonaut. Er kam ums Leben, bevor er zu einem Raumflug starten konnte.

## Leben
Seine Ausbildung erhielt er an der Höheren Schule für Militärflieger der Luftstreitkräfte „Leninscher Komsomol“ in Tschernigow. Er war Oberstleutnant der Reserve der sowjetischen Luftstreitkräfte und ziviler Testpilot des LII.
Stankevičius wurde am 1. Dezember 1978 als einer von fünf Piloten für die geplante Raumfähre Buran ausgewählt. Seine Grundausbildung erhielt er von Februar 1979 bis Februar 1982. Er war als Copilot für den ersten bemannten Raumflug der Buran vorgesehen. Bis 1989 absolvierte er insgesamt 14 atmosphärische Flüge mit dem Prototyp OK-GLI der Raumfähre, die meisten gemeinsam mit Igor Wolk.
Am 9. September 1990 verunglückte Stankevičius beim Absturz einer Su-27 während einer Flugschau in Salgareda in der italienischen Provinz Treviso durch einen zu tief ausgeführten Looping tödlich, wobei auch einer der Organisatoren der Flugschau am Boden getötet wurde.